# Molophilus gomesi
Molophilus gomesi är en tvåvingeart som beskrevs av Alexander 1942. Molophilus gomesi ingår i släktet Molophilus och familjen småharkrankar. Inga underarter finns listade i Catalogue of Life.